# Eremosaprinus unguiculatus
Eremosaprinus unguiculatus är en skalbaggsart som först beskrevs av Ross 1939.  Eremosaprinus unguiculatus ingår i släktet Eremosaprinus och familjen stumpbaggar. Inga underarter finns listade i Catalogue of Life.